# Abhyudaya
Abhyudaya (Sanskrit: Aufstieg von Himmelskörpern, Sonnenaufgang, Aufstieg, Wohlstand, Glück, Beförderung, Erfolg) ist ein Begriff aus der hinduistischen wie auch der buddhistischen Lehre.
Während Abhyudaya im Hinduismus weltlichen, materiellen Wohlstand bezeichnet, ist die Bedeutung des Begriffes im Mahayana-Buddhismus durch die Schriften des Philosophen und Lehrers Nagarjuna (2. Jh.) geprägt. Er erklärte Abhyudaya in dem Buch Ratnāvalī („Kostbare Girlande“) als einen „erhöhten oder hohen Zustand“, als weltliches Glück infolge einer verdienstvollen Lebensführung (punyasambhara, vgl. Karma). Dieses Glück ist demnach ein erstes Ergebnis zu Beginn eines entsprechend der buddhistischen Lehre (vgl. Dharma) geführten Lebens und geht weiteren Entwicklungsschritten bis hin zu „Leerheit“ (Shunyata) und schließlich Erleuchtung voraus. 
Nach Hopkins ist dieser Glückszustand gemäß Nagarjunas Lehre nicht auf noch im Kreislauf der Reinkarnationen verhaftete Menschen beschränkt, sondern hält auch nach Verwirklichung der Erleuchtung, dem Eingang in das Nirwana, an.

## Einzelbelege
1. ↑  Vaman Shivaram Apte: Sanskrit-English-Dictionary
2. ↑  Nagarjuna:  Ratnāvalī (Memento vom 9. Juni 2007 im Internet Archive), Transkription des Sanskrit-Textes (Niedersächsische Staats- und Universitätsbibliothek Göttingen)
3. ↑  Jeffrey Hopkins (Hg.): Nagarjunas Perlenkette. Buddhistische Lebensführung und der Weg zur Befreiung (Übersetzung des buddhistischen Basistexts und ausführlicher Kommentar). Diederichs Gelbe Reihe, Heinrich Hugenduble Verlag, München 2006, ISBN 3720527549 - Seite 49